# Naturrodelbahn Moscha
Die Naturrodelbahn Moscha ist eine 1.213 Meter lange Rodelbahn in St. Walburg in der Gemeinde Ulten in Südtirol (Italien).

## Geschichte
Die Rodelbahn wurde im Jahr 1991 nahe dem Skigebiet Schwemmalm gebaut und fertiggestellt, aus demselben Jahr datiert das erste Rodelrennen auf der Strecke. Ein paar Jahre wurde die Anlage um eine Toilette und einen Geräteraum ergänzt. Entlang der Rodelbahn wurde ein neuer Weg gebaut. Auf dieser Bahn werden nationale sowie internationale Rennen im Naturbahnrodeln ausgetragen. Außerdem werden noch Europacup-Rennen, italienische Meisterschaften, Südtiroler Landesmeisterschaften, Südtirolcup, Jugendrennen und vieles mehr veranstaltet.